# Ботанічний інститут імені В. Л. Комарова РАН

## Історія
Історія Ботанічного інституту сходить до Указу Петра Першого 1714 року про закладення Аптекарського городу на Воронячому острові з метою вирощування «корисних, курйозних і чужих плант».У 1823 році він реорганізований в Імператорський Санкт-Петербурзький ботанічний сад, з 1913 року — Імператорський ботанічний сад Петра Великого.З 1918 року — Головний ботанічний сад РРФСР, з 1925 року — Головний ботанічний сад СРСР.У 1930 році передано у відання Академії наук СРСР.У 1931 році, в результаті злиття Ботанічного саду з Ботанічним музеєм АН СРСР утворено Ботанічний інститут АН СРСР, нині — Ботанічний інститут імені В. Л. Комарова Російської академії наук. Ім'я Володимира Леонтійовича Комарова (1869-1945) інституту присвоєно в 1940 році, до 70-річчя вченого.
З 2014 року передано у відання Федерального агентства наукових організацій. З травня 2018 р. - в системі Міністерства науки і вищої освіти Російської Федерації.

## Підрозділи
Відділ Гербарій вищих рослин
- Лабораторія палінології[недоступне посилання з Июнь 2018]
- Лабораторія палеоботаніки
- Лабораторія біосистематики та цитології [Архівовано 2 квітня 2022 у Wayback Machine.]
- Лабораторія альгології
- Лабораторія систематики і географії грибів
- Лабораторія біохімії грибів
- Лабораторія ліхенології та бріології
- Лабораторія анатомії та морфології
- Лабораторія ембріології і репродуктивної біології
- Лабораторія рослинних ресурсів
- Лабораторія аналітичної фітохімії
- Лабораторія загальної геоботаніки
- Лабораторія рослинності Крайньої Півночі
- Лабораторія екології рослинних угруповань
- Лабораторія географії і картографії рослинності
- Лабораторія молекулярної і екологічної фізіології

Відділ Ботанічний сад
- Група інтродукції лікарських, харчових і кормових рослин
- Група насіннєзнавства
- Група інтродукції рослин тропіків, субтропіків і аридних областей
- Група інтродукції декоративних деревних і трав'янистих рослин

Відділ Ботанічний музей
- Фенологічна центр
- Науково-дослідна станція «Відрадне»
- Перкальський дендрологічний парк (Еколого-ботанічна станція «П'ятигорськ»)

## Основні напрямки досліджень
Систематика, філогенія, еволюція та екологія рослин і грибів; сучасна і викопна флора Росії і зарубіжних країн; структура, динаміка та екологія рослинних угруповань, їх класифікація та картографування; структурно-функціональна організація, біологія розвитку і репродукція рослин і грибів; інтродукція рослин, ботанічне ресурсознавство; охорона рослинного світу; збереження, поповнення та наукова обробка колекційних фондів Інституту; пропаганда ботанічних знань.
Ботанічний інститут імені В. Л. Комарова РАН є провідною ботанічною установою країни і одним з найбільш відомих ботанічних центрів у світі. Основним внеском інституту в світову науку є безперервне накопичення і збереження зразків рослинного світу, збираних не тільки на території Росії, але й на всіх континентах Земної кулі, розпочате ще при Петрі I. Ботанічні колекції інституту не мають собі рівних у країні і входять до числа трьох найбільших у світі. У колекціях зберігаються еталони (типи) нових видів рослин, описаних як в стінах інституту, так і в інших ботанічних установах Росії та світу.

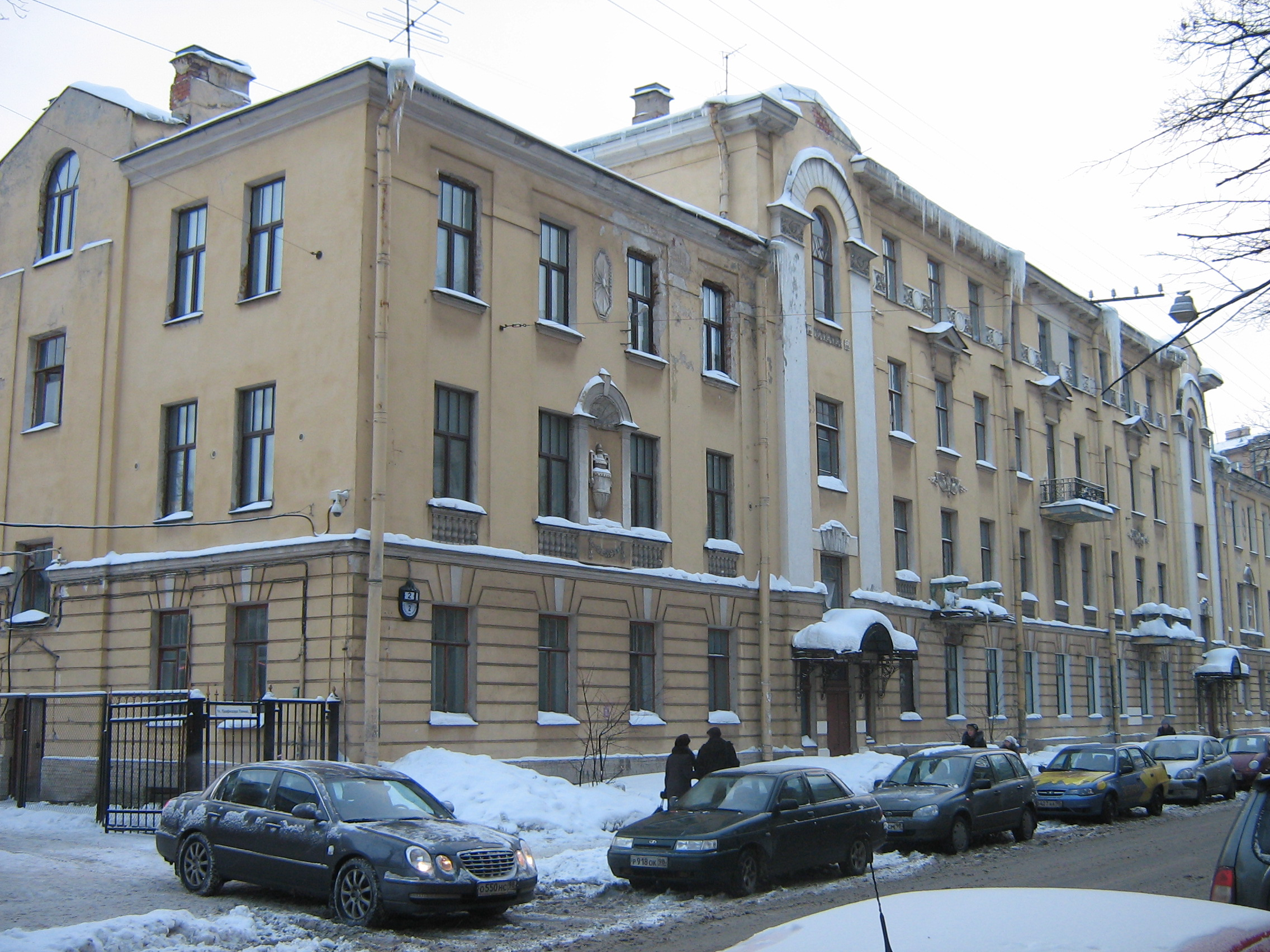
Будинок ботаніків, в якому жив академік В. Л. Комаров

В Гербарії Ботанічного інституту (міжнародний індекс — LE) зберігається близько 7 000 000 гербарних зразків вищих, нижчих рослин та грибів. Ботанічний музей БІНу володіє найбільшими в країні колекціями деревин, насіння і плодів, ботаніко-економічною і палеоботанічною колекціями, що налічують 100 000 одиниць зберігання. В оранжереях і у відкритому ґрунті росте понад 12 000 видів і різновидів — представників практично всіх флористичних областей Землі.
Практичні результати фундаментальних досліджень, що проводяться в інституті за останні 5-7 років, відображені в численних публікаціях. Завершено розробку концепції багатотомного видання «Флора Росії», в рамках якої створено «Список судинних рослин флори Росії» і видані «Бобові Північної Євразії: інформаційна система на компакт-диску». Опубліковані теоретичні аспекти флористичних досліджень у книзі «Принципи організації і трансформації складних систем: еволюційний підхід» і монографія «Матеріали з історії флори Азії (Алтайська гірська країна)». Створено модельну версію програми «Віртуальний гербарій БІН РАН». Результатом наукової діяльності Інституту є продовження видання багатотомних зведень: «Флора Східної Європи», «Рослини Центральної Азії», «Список рослин Гербарію флори Росії і суміжних держав», «Викопні квіткові рослини Росії і суміжних держав», «Діатомові водорості Росії і суміжних держав», «Визначник лишайників Росії», «Визначник грибів Росії», «Порівняльна анатомія насіння», «Ембріологія квіткових рослин» і щорічників: «Новини систематики нижчих рослин», «Новини систематики вищих рослин», «Геоботанічне картографування».
Широкі міжнародні зв'язки Ботанічного інституту РАН є важливим складником науково-дослідного процесу. Протягом останніх 10 років інститут бере участь у міжакадемічній співпраці з Індією, Монголією і Польщею, зокрема за Міждержавною програмою. Щорічно в БІНі ведеться науково-дослідна робота в рамках двосторонніх договорів між БІН РАН та інститутами В'єтнаму, Китаю, Німеччини, США, Англії, Нідерландів, Фінляндії та Швеції. В результаті спільних робіт вивчається флора, біорізноманіття різних регіонів Землі, створюються геоботанічні карти досліджуваних територій, комп'ютерні бази даних як окремих родин, так і судинних рослин цілих регіонів. Проводиться обмін гербарієм, живими рослинами та науковою інформацією. Щорічно 80-100 співробітників інституту виїжджають у 15-20 країн для виконання робіт за темами спільних досліджень та участі у міжнародних нарадах і експедиціях. Ботанічний інститут РАН також виступає організатором міжнародних конференцій і експедицій, приймаючи щорічно до 70-80 іноземних колег з різних країн.
Співробітники інституту очолюють редколегії трьох наукових журналів, що видаються РАН: «Ботанічний журнал», «Рослинні ресурси» (гол.  ред.  д.  б.  н.  А.  Л.  Буданцев), «Мікологія і фітопатологія» (гол.  ред.  член-кор.  РАН О. Є. Коваленко).  Інститут видає продовжувані видання «Новини систематики вищих рослин» (гол.  ред.  д.  б.  н.  Д.  В.  Гельтман  ), «Новини систематики нижчих рослин» (гол.  ред.  д.  б.  н.  О.  Д.  Потьомкін), «Палеоботаніка» (гол.  ред.  д.  б.  н.  Л.  Б.  Головньова), Журнал «Рослинність Росії».

## Відомі ботаніки, які працювали в БІНі
- А. Ф. Баталин[ru]
- Е. Г. Бобров[ru]
- І. П. Бородін
- Н. А. Буш[ru]
- М. С. Воронін
- Ю. В. Гамалей[ru]
- Н. С. Голубкова
- М. В. Диліс[ru]
- Т. В. Єгорова
- О. О. Єленкин[ru]
- О. П. Ільїнський[ru]
- Б. Л. Ісаченко
- В. Л. Комаров
- С. І. Коржинський
- І. М. Крашенінніков[ru]
- А. Н. Криштофович
- Н. И. Кузнецов
- Е. М. Лавренко
- В. Н. Любименко
- К. И. Максимович
- Г. А. Надсон[ru]
- Е. Л. Регель
- Ф. И. Рупрехт
- В. П. Савич
- В. М. Сукачов
- Г. І. Танфільєв
- Ан. А. Фёдоров[ru]
- Б. О. Федченко[ru]
- Н. Н. Цвелёв
- О. П. Шенніков[ru]
- Б. О. Юрцев[ru]
- А. А. Ячевский

## Директори
- Келлер Борис Олександрович[ru] (1931-1937)
- Цинзерлінг Юрій Дмитрович[ru] (в. о. 1937)
- Бобров Євген Григорович[ru] (в. о. 1937-1938)
- Шишкін Борис Костянтинович[ru] (1938-1949)
- Купревич Василь Феофілович (1949-1952)
- Баранов Павло Олександрович (1952-1962)
- Федоров Олександр Олександрович[ru] (в. о. 1962-1963; 1963-1976),
- Тахтаджян, Армен Леонович (1976-1986)
- Буданцев Лев Юстіанович[ru] (1986-2001)
- Ярмишко Василь Трохимович[ru] (2001-2016)
- Гельтман Дмитро Вікторович (2017—)